# Leptacis ozines
Leptacis ozines är en stekelart som först beskrevs av Walker 1836.  Leptacis ozines ingår i släktet Leptacis och familjen gallmyggesteklar. Arten är reproducerande i Sverige. Inga underarter finns listade i Catalogue of Life.